# Pomniki ofiar nadużyć seksualnych duchownych katolickich
Pomniki ofiar nadużyć seksualnych duchownych katolickich – pomniki wystawione w Stanach Zjednoczonych i Holandii ku pamięci ofiar nadużyć seksualnych przedstawicieli duchowieństwa katolickiego.

## W Stanach Zjednoczonych
- Pierwszy stały pomnik upamiętniający ofiary nadużyć seksualnych księży został odsłonięty 21 kwietnia 2004 roku w Mendham w stanie New Jersey w Stanach Zjednoczonych. Pomnik ma kształt kamienia młyńskiego, co stanowi nawiązanie do słów z Ewangelii Marka: „Lecz kto by się stał powodem grzechu dla jednego z tych małych, którzy wierzą we Mnie, temu byłoby lepiej kamień młyński zawiesić u szyi i utopić go w morzu”. Cytat ten w języku angielskim wyryto na ważącym 400 funtów (około 180 kg) bazaltowym monumencie[1][2]. Do 2013 roku został on już dwukrotnie zniszczony przez wandali[3].

- Kolejny monument o podobnej formie wzniesiono przed siedzibą Diecezji Davenport w Davenport w stanie Iowa w 2005 roku. Zaprojektowała go i opłaciła jego wykonanie sama diecezja, w ramach ugody z 37 ofiarami przemocy seksualnej ze strony księży[4].

- W 2007 roku grupa określająca się jako „Catholics for Spiritual Healing” (Katolicy dla Duchowego Uzdrowienia), kosztem 4000 dolarów, wystawiła przed kościołem parafialnym w Grand Mound pomnik, o wysokości 3,5 stopy (około 106 cm), upamiętniający ofiary nadużyć seksualnych ze strony duchowieństwa katolickiego. Przedstawia on płonącą pochodnię oraz małego chłopca trzymającego Biblię, a napis na monumencie to cytat z Ewangelii Łukasza 12,2: „Nie ma bowiem nic ukrytego, co by nie wyszło na jaw, ani nic tajemnego, co by się nie stało wiadome”[5][6].

- W tym samym roku w Oakland grupa ofiar nadużyć seksualnych księży zaprojektowała i wykonała „ogród uzdrowienia dla ofiar nadużyć” (ang. healing garden for abuse survivors) przy miejscowej katedrze Chrystusa Światła (Cathedral of Christ the Light)[7][8][9].

## W Holandii
9 kwietnia 2012 roku w Holandii odsłonięto pierwszy w Europie pomnik dzieci molestowanych seksualnie. Zaprojektował go i wykonał Frans Houben, artysta sam będący ofiarą księdza pedofila. Pomnik stanął przy kościele. Houben, podobnie jak 10–20 tysięcy innych holenderskich dzieci ofiar księży pedofilów, wychowywał się w przykościelnym internacie. Traumatycznych przeżyć nie może zapomnieć do dziś, więc pracę nad pomnikiem potraktował jako rodzaj terapii.
Pomnik ten – witraż przedstawiający Matkę Bożą pilnującą dwójki bawiących się dzieci, wykonany w konwencji dziecięcych malunków – odsłonił pod jednym z katolickich kościołów w Hengelo prymas, arcybiskup Utrechtu i kardynał Willem Jacobus Eijk. W uroczystości wzięły też udział ofiary księży pedofilów.